# Deutsche Badmintonmeisterschaft/Mixed
Deutsche Meisterschaften im Badminton werden in der Bundesrepublik seit 1953 ausgetragen. Folgend die Sieger und Platzierten im Mixed.

## Sieger und Platzierte
| Jahr | Erster                                                                         | Zweiter                                                                                | Dritter                                                                                           | Dritter                                                                             |
| ---- | ------------------------------------------------------------------------------ | -------------------------------------------------------------------------------------- | ------------------------------------------------------------------------------------------------- | ----------------------------------------------------------------------------------- |
| 1953 | Heinz Koch (STC Blau-Weiß Solingen) Hannelore Schmidt (STC Blau-Weiß Solingen) | Günter Ropertz (1. DBC Bonn) Regina Schneider (1. DBC Bonn)                            | Hans Walbrück (1. DBC Bonn) Greta Marcussen (1. DBC Bonn)                                         | Hans Riegel (1. DBC Bonn) Luise Schmitz (1. DBC Bonn)                               |
| 1954 | Hans Riegel (1. DBC Bonn) Luise Schmitz (1. DBC Bonn)                          | Hans Walbrück (1. DBC Bonn) Ingeborg Tietze (Kieler BC 1949)                           | Heinz Koch (STC Blau-Weiß Solingen) Hannelore Schmidt (STC Blau-Weiß Solingen)                    | Günther Seilberger (Biebricher BC) Edith Hartung (Biebricher BC)                    |
| 1955 | Hans Riegel (1. DBC Bonn) Luise Schmitz (1. DBC Bonn)                          | Günther Chiwitt (BC Schwarz-Weiß Düsseldorf) Henny Deimel (BC Schwarz-Weiß Düsseldorf) | Heinz Koch (STC Blau-Weiß Solingen) Hannelore Schmidt (STC Blau-Weiß Solingen)                    | Alfred Hartmann (BC Leck) Annegret Mangels (BC Leck)                                |
| 1956 | Heinz Koch (STC Blau-Weiß Solingen) Hannelore Schmidt (STC Blau-Weiß Solingen) | Hans Riegel (1. DBC Bonn) Luise Schmitz (1. DBC Bonn)                                  | Günther Seilberger (Biebricher BC) Erna Müller (1. Frankfurter BC)                                | Kurt Veller (STC Blau-Weiß Solingen) Gisela Ellermann (STC Blau-Weiß Solingen)      |
| 1957 | Hans Eschweiler (1. DBC Bonn) Erna Wüsthoff (OBC 88 Ohligs)                    | Günter Ropertz (1. DBC Bonn) Luise Schmitz (1. DBC Bonn)                               | Heinz Koch (STC Blau-Weiß Solingen) Hannelore Schmidt (STC Blau-Weiß Solingen)                    | Klaus Dültgen (Merscheider TV) Irmgard Ehle (OBC 88 Ohligs)                         |
| 1958 | Heinz Koch (STC Blau-Weiß Solingen) Hannelore Schmidt (STC Blau-Weiß Solingen) | Manfred Fulle (Biebricher BC) Elfriede Becker (Biebricher BC)                          | Kurt Veller (STC Blau-Weiß Solingen) Gisela Ellermann (STC Blau-Weiß Solingen)                    | Hans Eschweiler (1. DBC Bonn) Luise Schmitz (1. DBC Bonn)                           |
| 1959 | Konrad Hapke (Merscheider TV) Gisela Ellermann (STC Blau-Weiß Solingen)        | Dieter Füllbeck (Merscheider TV) Gitti Neuhaus (Merscheider TV)                        | Heinz Koch (STC Blau-Weiß Solingen) Hannelore Schmidt (STC Blau-Weiß Solingen)                    | Manfred Fulle (Biebricher BC) Elfriede Becker (Biebricher BC)                       |
| 1960 | Dieter Schramm (BC Düsseldorf) Ute Seelbach (BC Düsseldorf)                    | Dieter Füllbeck (Merscheider TV) Gitti Neuhaus (Merscheider TV)                        | Manfred Fulle (Biebricher BC) Elfriede Becker (Biebricher BC)                                     | Jürgen Jipp (VfB Lübeck) Bärbel Wichmann (VfB Lübeck)                               |
| 1961 | Dieter Schramm (BC Düsseldorf) Ute Seelbach (BC Düsseldorf)                    | Konrad Hapke (Merscheider TV) Gitti Neuhaus (Merscheider TV)                           | Rupert Liebl (MTV München von 1879) Heidi Reuß (TSV Neuhausen-Nymphenburg)                        | Jürgen Sadewater (BSC Rehberge 1945) Christel Bowitz (BSC Rehberge 1945)            |
| 1962 | Manfred Puck (VfB Lübeck) Annegret Böhme (VfB Lübeck)                          | Kurt Hennes (1. DBC Bonn) Luise Schmitz (1. BC Beuel)                                  | Horst Später (TSV Neuhausen-Nymphenburg) Heidi Reuß (TSV Neuhausen-Nymphenburg)                   | Dieter Füllbeck (Merscheider TV) Gitti Neuhaus (Merscheider TV)                     |
| 1963 | Günter Ledderhos (MTV München von 1879) Anke Witten (MTV München von 1879)     | Helmut Neuz (TSG Augsburg 85) Ingeborg Abbt (TSG Augsburg 85)                          | Gunther Rathgeber (SV Berliner Bären) Christine Fuchs (MTV München von 1879)                      | Manfred Emons (1. BC Beuel) Luise Schmitz (1. BC Beuel)                             |
| 1964 | Helmut Neutz (TSG Augsburg 85) Ingeborg Abbt (TSG Augsburg 85)                 | Rupert Liebl (MTV München von 1879) Anke Witten (MTV München von 1879)                 | Jürgen de Haas (BSC Rehberge 1945) Christel Simon (BSC Rehberge 1945)                             | Horst Lösche (1. BV Mülheim) Karin Dittberner (1. BV Mülheim)                       |
| 1965 | Siegfried Betz (MTV München von 1879) Anke Witten (MTV München von 1879)       | Helmut Neuz (TSG Augsburg 85) Brigitte Jackermeier (ESV München-Freimann)              |                                                                                                   |                                                                                     |
| 1966 | Friedhelm Wulff (VfL Bochum) Margarete Burkhardt (VfL Bochum)                  | Siegfried Betz (MTV München von 1879) Anke Witten (MTV München von 1879)               | Helmut Neuz (TSG Augsburg 85) Brigitte Jackermeier (ESV München-Freimann)                         | Günter Ledderhos (MTV München von 1879) Lydia Flemming (MTV München von 1879)       |
| 1967 | Hans-Dietrich Emmers (Merscheider TV) Karin Dittberner (1. BV Mülheim)         | Gunther Rathgeber (BSC Rehberge 1945) Helma Friese (BSC Rehberge 1945)                 | Günter Ledderhos (MTV München von 1879) Lydia Ledderhos (MTV München von 1879)                    | Siegfried Betz (MTV München von 1879) Anke Witten (MTV München von 1879)            |
| 1968 | Wolfgang Bochow (1. DBC Bonn) Irmgard Latz (1. DBC Bonn)                       | Siegfried Betz (MTV München von 1879) Anke Witten (MTV München von 1879)               | Karl Weiland (1. BC Beuel) Gudrun Ziebold (1. BC Beuel)                                           | Hans-Dietrich Emmers (1. BV Mülheim) Karin Dittberner (Merscheider TV)              |
| 1969 | Roland Maywald (1. BC Beuel) Karin Dittberner (1. BV Mülheim)                  | Siegfried Betz (MTV München von 1879) Anke Witten (MTV München von 1879)               | Heinz-Jürgen Fischer (1. BV Mülheim) Karin Schäfer (1. BV Mülheim)                                | Gerhard Kucki (1. BV Mülheim) Marieluise Wackerow (1. BC Beuel)                     |
| 1970 | Wolfgang Bochow (1. DBC Bonn) Irmgard Latz (1. DBC Bonn)                       | Roland Maywald (1. BC Beuel) Marieluise Wackerow (1. BC Beuel)                         | Siegfried Betz (MTV München von 1879) Anke Betz (MTV München von 1879)                            | Gerhard Kucki (1. BV Mülheim) Karin Dittberner (1. BV Mülheim)                      |
| 1971 | Gerhard Kucki (1. BV Mülheim) Karin Dittberner (1. BV Mülheim)                 | Roland Maywald (1. BC Beuel) Brigitte Steden (VfL Bochum)                              | Hans-Dietrich Emmers (Merscheider TV) Gudrun Ziebold (FC Langenfeld)                              | Heinz-Jürgen Fischer (FC Bayer 05 Uerdingen) Irmgard Latz (FC Bayer 05 Uerdingen)   |
| 1972 | Wolfgang Bochow (1. DBC Bonn) Marieluise Wackerow (1. BC Beuel)                | Roland Maywald (1. BC Beuel) Brigitte Steden (VfL Bochum)                              | Hans-Dietrich Emmers (Merscheider TV) Gudrun Ziebold (Merscheider TV)                             | Siegfried Betz (MTV München von 1879) Anke Betz (MTV München von 1879)              |
| 1973 | Horst Lösche (1. BV Mülheim) Irmgard Latz (FC Bayer 05 Uerdingen)              | Karl-Heinz Garbers (1. BV Mülheim) Anke Betz (MTV München von 1879)                    | Michael Schnaase (SC Union 08 Lüdinghausen) Marie-Luise Schulta-Jansen (SC Union 08 Lüdinghausen) |                                                                                     |
| 1974 | Wolfgang Bochow (1. DBC Bonn) Marieluise Wackerow (1. BC Beuel)                | Karl-Heinz Garbers (1. BV Mülheim) Anke Betz (MTV München von 1879)                    | Gerd Kattau (Polizei SV Bremen) Ingrid Thaler (Polizei SV Bremen)                                 | Horst Lösche (1. BV Mülheim) Irmgard Gerlatzka (FC Bayer 05 Uerdingen)              |
| 1975 | Roland Maywald (1. BC Beuel) Brigitte Steden (VfL Bochum)                      | Karl-Heinz Garbers (1. BV Mülheim) Karin Kucki (1. BV Mülheim)                         | Gerhard Kucki (1. BV Mülheim) Vera Winter (TuS Wiebelskirchen)                                    | -                                                                                   |
| 1976 | Wolfgang Bochow (1. DBC Bonn) Marieluise Wackerow (1. BC Beuel)                | Karl-Heinz Garbers (1. BV Mülheim) Karin Kucki (1. BV Mülheim)                         | Roland Maywald (1. BC Beuel) Eva-Maria Kranz (1. BC Beuel)                                        | -                                                                                   |
| 1977 | Roland Maywald (1. BC Beuel) Brigitte Steden (OSC 04 Rheinhausen)              | Karl-Heinz Garbers (1. BV Mülheim) Karin Kucki (1. BV Mülheim)                         | Gerhard Kucki (1. BV Mülheim) Vera Martini (TuS Wiebelskirchen)                                   | Wolfgang Bochow (1. DBC Bonn) Ingrid Morsch (Polizei SV Bremen)                     |
| 1978 | Roland Maywald (1. BC Beuel) Marieluise Wackerow (1. BC Beuel)                 | Horst Lösche (1. BV Mülheim) Marie-Luise Schulta-Jansen (1. BV Mülheim)                | Gerhard Kucki (1. BV Mülheim) Vera Martini (TuS Wiebelskirchen)                                   | Bernd Wessels (STC Blau-Weiß Solingen) Heide Konopatzki (STC Blau-Weiß Solingen)    |
| 1979 | Michael Schnaase (1. BV Mülheim) Ingrid Thaler (VfL Wolfsburg)                 | Horst Lösche (1. BV Mülheim) Karin Kucki (1. BV Mülheim)                               | Gerd Kattau (VfB Lübeck) Brigitte Steden (TSV Glinde)                                             | Roland Maywald (1. BC Beuel) Eva-Maria Zwiebler (1. BC Beuel)                       |
| 1980 | Roland Maywald (1. BC Beuel) Marieluise Wackerow (1. BC Beuel)                 | Karl-Heinz Garbers (1. BV Mülheim) Marie-Luise Schulta-Jansen (1. BV Mülheim)          | Michael Schnaase (1. BV Mülheim) Ingrid Morsch (VfL Wolfsburg)                                    | Bernd Wessels (STC Blau-Weiß Solingen) Heide Konopatzki (STC Blau-Weiß Solingen)    |
| 1981 | Horst Lösche (1. BV Mülheim) Vera Martini (TuS Wiebelskirchen)                 | Karl-Heinz Garbers (1. BV Mülheim) Marie-Luise Schulta-Jansen (1. BV Mülheim)          | Roland Maywald (1. BC Beuel) Marieluise Wackerow (1. BC Beuel)                                    | Rolf Heyer (OSC 04 Rheinhausen) Karin aus dem Siepen (OSC 04 Rheinhausen)           |
| 1982 | Harald Klauer (1. DBC Bonn) Ingrid Thaler (STC Blau-Weiß Solingen)             | Thomas Künstler (TV Mainz-Zahlbach) Mechtild Hagemann (TV Mainz-Zahlbach)              | Olaf Rosenow (TV Mainz-Zahlbach) Brigitte Steden (TSV Glinde)                                     | Rolf Heyer (OSC 04 Rheinhausen) Kirsten Schmieder (OSC 04 Rheinhausen)              |
| 1983 | Harald Klauer (1. DBC Bonn) Ingrid Thaler (STC Blau-Weiß Solingen)             | Rolf Heyer (OSC 04 Rheinhausen) Kirsten Schmieder (OSC 04 Rheinhausen)                 | Gerhard Kucki (1. BV Mülheim) Karin Kucki (1. BV Mülheim)                                         | Stefan Frey (TV Mainz-Zahlbach) Mechtild Hagemann (TV Mainz-Zahlbach)               |
| 1984 | Stefan Frey (TV Mainz-Zahlbach) Mechtild Hagemann (TV Mainz-Zahlbach)          | Volker Renzelmann (VfL Wolfsburg) Cathrin Hoppe (VfL Wolfsburg)                        | Roland Maywald (1. DBC Bonn) Gabriele Splett (1. DBC Bonn)                                        | Georg Simon (TuS Wiebelskirchen) Vera Martini (TuS Wiebelskirchen)                  |
| 1985 | Harald Klauer (1. DBC Bonn) Kirsten Schmieder (OSC 04 Rheinhausen)             | Stefan Frey (TV Mainz-Zahlbach) Mechtild Hagemann (TV Mainz-Zahlbach)                  | Volker Eiber (LZ Saar) Katrin Schmidt (TuS Wiebelskirchen)                                        | Georg Simon (TuS Wiebelskirchen) Vera Martini (TuS Wiebelskirchen)                  |
| 1986 | Stefan Frey (TV Mainz-Zahlbach) Mechtild Hagemann (TV Mainz-Zahlbach)          | Volker Renzelmann (PSV Bremerhaven) Cathrin Hoppe (TV Mainz-Zahlbach)                  | Ralf Rausch (FC Bayer 05 Uerdingen) Christine Skropke (FC Bayer 05 Uerdingen)                     | Michael Ferlings (FC Bayer 05 Uerdingen) Petra Dieris-Wierichs (OSC 04 Rheinhausen) |
| 1987 | Volker Eiber (LZ Saar) Katrin Schmidt (TuS Wiebelskirchen)                     | Ralf Rausch (FC Bayer 05 Uerdingen) Christine Skropke (FC Bayer 05 Uerdingen)          | Guido Schänzler (TTC Brauweiler 1948) Kirsten Schmieder (TTC Brauweiler 1948)                     | Stefan Frey (TV Mainz-Zahlbach) Mechtild Hagemann (TV Mainz-Zahlbach)               |
| 1988 | Ralf Rausch (FC Bayer 05 Uerdingen) Christine Skropke (FC Bayer 05 Uerdingen)  | Franz-Josef Müller (SSV Heiligenwald) Maren Schröder (TV Volkmarsen)                   | Stefan Frey (TV Mainz-Zahlbach) Mechtild Hagemann (TV Mainz-Zahlbach)                             | Harald Klauer (1. DBC Bonn) Dorett Hökel (1. DBC Bonn)                              |
| 1989 | Volker Eiber (LZ Saar) Katrin Schmidt (TuS Wiebelskirchen)                     | Markus Keck (SV Fortuna Regensburg) Anne-Katrin Seid (SSV Ulm 1846)                    | Stefan Frey (TV Mainz-Zahlbach) Mechtild Künstler (TV Mainz-Zahlbach)                             | Harald Klauer (1. DBC Bonn) Christine Skropke (FC Bayer 05 Uerdingen)               |
| 1990 | Michael Keck (SV Fortuna Regensburg) Anne-Katrin Seid (SV Fortuna Regensburg)  | Stefan Frey (TV Mainz-Zahlbach) Cathrin Hoppe (TV Mainz-Zahlbach)                      | Günter Entzel (TG Hanau) Gerdi Bohländer (TG Hanau)                                               | Bernd Schwitzgebel (TuS Wiebelskirchen) Kerstin Weinbörner (FC Bayer 05 Uerdingen)  |
| 1991 | Michael Keck (SV Fortuna Regensburg) Anne-Katrin Seid (SV Fortuna Regensburg)  | Markus Keck (SV Fortuna Regensburg) Katrin Schmidt (TuS Wiebelskirchen)                | Stefan Frey (TV Mainz-Zahlbach) Cathrin Hoppe (TV Mainz-Zahlbach)                                 | Michael Helber (TuS Wiebelskirchen) Karen Stechmann (VfL Stade)                     |
| 1992 | Uwe Ossenbrink (TuS Wiebelskirchen) Katrin Schmidt (TuS Wiebelskirchen)        | Michael Keck (SV Fortuna Regensburg) Anne-Katrin Seid (SV Fortuna Regensburg)          | Michael Helber (TuS Wiebelskirchen) Karen Stechmann (VfL Stade)                                   | Stefan Frey (TV Mainz-Zahlbach) Cathrin Hoppe (TV Mainz-Zahlbach)                   |
| 1993 | Michael Keck (SV Fortuna Regensburg) Karen Stechmann (FC Langenfeld)           | Kai Mitteldorf (FC Bayer 05 Uerdingen) Anne-Katrin Seid (SV Fortuna Regensburg)        | Ralf Rausch (BC Eintracht Südring Berlin) Petra Dieris-Wierichs (FC Bayer 05 Uerdingen)           | Uwe Ossenbrink (TuS Wiebelskirchen) Katrin Schmidt (TuS Wiebelskirchen)             |
| 1994 | Michael Keck (FC Langenfeld) Karen Stechmann (FC Langenfeld)                   | Stephan Kuhl (TuS Wiebelskirchen) Kerstin Ubben (OSC Düsseldorf)                       | Robert Neumann (FC Langenfeld) Anne-Katrin Seid (SV Fortuna Regensburg)                           | Kai Mitteldorf (FC Bayer 05 Uerdingen) Katrin Schmidt (TuS Wiebelskirchen)          |
| 1995 | Michael Keck (SSV Heiligenwald) Karen Stechmann (FC Langenfeld)                | Kai Mitteldorf (SC Bayer 05 Uerdingen) Katrin Schmidt (TuS Wiebelskirchen)             | Stephan Kuhl (OSC Düsseldorf) Kerstin Ubben (OSC Düsseldorf)                                      | Uwe Ossenbrink (TTC Brauweiler 1948) Viola Rathgeber (BC Eintracht Südring Berlin)  |
| 1996 | Michael Keck (SSV Heiligenwald) Karen Stechmann (FC Langenfeld)                | Stephan Kuhl (OSC Düsseldorf) Nicol Pitro (TuS Wiebelskirchen)                         | Björn Siegemund (OSC Düsseldorf) Kerstin Ubben (OSC Düsseldorf)                                   | Kai Mitteldorf (SC Bayer 05 Uerdingen) Katrin Schmidt (TuS Wiebelskirchen)          |
| 1997 | Björn Siegemund (SV Fortuna Regensburg) Katrin Schmidt (TuS Wiebelskirchen)    | Stephan Kuhl (SC Bayer 05 Uerdingen) Nicol Pitro (TuS Wiebelskirchen)                  | Michael Keck (SSV Heiligenwald) Karen Stechmann (FC Langenfeld)                                   | Christian Mohr (FC Langenfeld) Sandra Beißel (SC Bayer 05 Uerdingen)                |
| 1998 | Stephan Kuhl (SC Bayer 05 Uerdingen) Nicol Pitro (SV Fortuna Regensburg)       | Björn Siegemund (SV Fortuna Regensburg) Karen Stechmann (FC Langenfeld)                | Michael Keck (SSV Heiligenwald) Sandra Mirtsching (SG Anspach)                                    | Boris Reichel (TuS Gildehaus) Sandra Beißel (FC Langenfeld)                         |
| 1999 | Björn Siegemund (SV Fortuna Regensburg) Karen Stechmann (FC Langenfeld)        | Michael Keck (SG Anspach) Nicol Pitro (SV Fortuna Regensburg)                          | Christian Mohr (FC Langenfeld) Katrin Schmidt (TuS Wiebelskirchen)                                | Joachim Tesche (TuS Wiebelskirchen) Anja Weber (BC Eintracht Südring Berlin)        |
| 2000 | Christian Mohr (FC Langenfeld) Anne Hönscheid (TTC Brauweiler 1948)            | Björn Siegemund (SV Fortuna Regensburg) Karen Stechmann (FC Langenfeld)                | Stephan Kuhl (SC Bayer 05 Uerdingen) Kerstin Ubben (VfL 93 Hamburg)                               | Boris Reichel (SC Bayer 05 Uerdingen) Sandra Beißel (Remscheid)                     |
| 2001 | Björn Siegemund (VfB Friedrichshafen) Nicol Pitro (VfB Friedrichshafen)        | Kristof Hopp (BC Eintracht Südring Berlin) Kathrin Piotrowski (Bottroper BG)           | Michael Helber (PSV Grün-Weiß Wiesbaden) Karen Neumann (FC Langenfeld)                            | Boris Reichel (SC Bayer 05 Uerdingen) Birgit Overzier (TTC Brauweiler 1948)         |
| 2002 | Björn Siegemund (VfB Friedrichshafen) Nicol Pitro (VfB Friedrichshafen)        | Boris Reichel (TuS Gildehaus) Birgit Overzier (TTC Brauweiler 1948)                    | Sebastian Ottrembka (TuS Wiebelskirchen) Anika Sietz (PSV Ludwigshafen)                           | Joachim Tesche (FC Langenfeld) Anne Hönscheid (FC Langenfeld)                       |
| 2003 | Kristof Hopp (SC Bayer 05 Uerdingen) Kathrin Piotrowski (FC Langenfeld)        | Jochen Cassel (PSV Ludwigshafen) Sandra Marinello (SC Union 08 Lüdinghausen)           | Ingo Kindervater (VfB Friedrichshafen) Caren Hückstädt (1. BCW Hütschenhausen)                    | Thomas Tesche (1. BC Bischmisheim) Carina Mette (Bottroper BG)                      |
| 2004 | Björn Siegemund (VfB Friedrichshafen) Nicol Pitro (VfB Friedrichshafen)        | Kristof Hopp (1. BC Bischmisheim) Kathrin Piotrowski (FC Langenfeld)                   | Mike Joppien (FC Langenfeld) Carina Mette (1. BC Bischmisheim)                                    | Michael Fuchs (1. BC Bischmisheim) Monja Bölter (EBT Berlin)                        |
| 2005 | Ingo Kindervater (TuS Wiebelskirchen) Kathrin Piotrowski (FC Langenfeld)       | Jochen Cassel (TuS Wiebelskirchen) Birgit Overzier (1. BC Beuel)                       | Michael Fuchs (1. BC Bischmisheim) Caren Hückstädt (BW Wittorf)                                   | Kristof Hopp (1. BC Bischmisheim) Sandra Marinello (SC Union 08 Lüdinghausen)       |
| 2006 | Ingo Kindervater (1. BC Beuel) Kathrin Piotrowski (1. BC Bischmisheim)         | Kristof Hopp (1. BC Bischmisheim) Birgit Overzier (1. BC Beuel)                        | Roman Spitko (TuS Wiebelskirchen) Carina Mette (FC Langenfeld)                                    | Tim Dettmann (SG EBT Berlin) Annekatrin Lillie (VfB Lübeck)                         |
| 2007 | Tim Dettmann (SG EBT Berlin) Annekatrin Lillie (BW Wittorf)                    | Kristof Hopp (1. BC Bischmisheim) Birgit Overzier (1. BC Beuel)                        | Johannes Schöttler (VfL 93 Hamburg) Gitte Köhler (VfL 93 Hamburg)                                 | Thomas Tesche (1. BC Bischmisheim) Kathrin Piotrowski (1. BC Bischmisheim)          |
| 2008 | Ingo Kindervater (1. BC Beuel) Kathrin Piotrowski (BV Wesel Rot-Weiss)         | Kristof Hopp (1. BC Bischmisheim) Birgit Overzier (1. BC Beuel)                        | Tim Dettmann (SG EBT Berlin) Annekatrin Lillie (BW Wittorf)                                       | Johannes Schöttler (SG EBT Berlin) Gitte Köhler (VfL 93 Hamburg)                    |
| 2009 | Michael Fuchs (1. BC Bischmisheim) Annekatrin Lillie (BW Wittorf)              | Johannes Schöttler (SG EBT Berlin) Birgit Overzier (1. BC Beuel)                       | Till Zander (VfL 93 Hamburg) Karen Neumann (VfL 93 Hamburg)                                       | Maurice Niesner (BV Gifhorn) Anne-Christin Reiter (SG EBT Berlin)                   |
| 2010 | Ingo Kindervater (1. BC Beuel) Birgit Overzier (1. BC Beuel)                   | Johannes Schöttler (1. BC Bischmisheim) Sandra Marinello (1. BC Düren)                 | Mike Joppien (FC Langenfeld) Fabienne Deprez (FC Langenfeld)                                      | Michael Fuchs (1. BC Bischmisheim) Nicol Bittner (PTSV Rosenheim)                   |
| 2011 | Michael Fuchs (1. BC Bischmisheim) Birgit Michels (1. BC Beuel)                | Johannes Schöttler (1. BC Bischmisheim) Sandra Marinello (1. BC Düren)                 | Ingo Kindervater (1. BC Beuel) Juliane Schenk (SG EBT Berlin)                                     | Peter Käsbauer (PTSV Rosenheim) Johanna Goliszewski (1. BV Mülheim)                 |
| 2012 | Michael Fuchs (1. BC Bischmisheim) Birgit Michels (1. BC Beuel)                | Johannes Schöttler (1. BC Bischmisheim) Sandra Marinello (1. BC Düren)                 | Josche Zurwonne (SC Union 08 Lüdinghausen) Carla Nelte (TV Refrath)                               | Peter Käsbauer (PTSV Rosenheim) Johanna Goliszewski (1. BV Mülheim)                 |
| 2013 | Michael Fuchs (1. BC Bischmisheim) Birgit Michels (1. BC Beuel)                | Peter Käsbauer (PTSV Rosenheim) Isabel Herttrich (PTSV Rosenheim)                      | Max Schwenger (TV Refrath) Carla Nelte (TV Refrath)                                               | Denis Nyenhuis (TV Refrath) Laura Ufermann (STC Blau-Weiß Solingen)                 |
| 2014 | Michael Fuchs (1. BC Bischmisheim) Birgit Michels (1. BC Beuel)                | Peter Käsbauer (PTSV Rosenheim) Isabel Herttrich (PTSV Rosenheim)                      | Johannes Schöttler (1. BC Bischmisheim) Johanna Goliszewski (1. BV Mülheim)                       | Max Schwenger (TV Refrath) Carla Nelte (TV Refrath)                                 |
| 2015 | Michael Fuchs (1. BC Bischmisheim) Birgit Michels (1. BC Beuel)                | Max Schwenger (TV Refrath) Carla Nelte (TV Refrath)                                    | Mark Lamsfuß (1. BC Wipperfeld) Franziska Volkmann (SV Fun-Ball Dortelweil)                       | Peter Käsbauer (PTSV Rosenheim) Isabel Herttrich (PTSV Rosenheim)                   |
| 2016 | Mark Lamsfuß (1. BC Wipperfeld) Isabel Herttrich (1. BC Bischmisheim)          | Marc Zwiebler (1. BC Bischmisheim) Carla Nelte (TV Refrath)                            | Richard Domke (TV Refrath) Kira Kattenbeck (SC Union 08 Lüdinghausen)                             | Marvin Seidel (1. BC Bischmisheim) Linda Efler (TV Emsdetten)                       |
| 2017 | Raphael Beck (1. BC Beuel) Carla Nelte (TV Refrath)                            | Mark Lamsfuß (1. BC Wipperfeld) Isabel Herttrich (1. BC Bischmisheim)                  | Marvin Seidel (1. BC Bischmisheim) Linda Efler (TV Emsdetten)                                     | Nikolaj Persson (TSV Trittau) Kilasu Ostermeyer (TSV Trittau)                       |
| 2018 | Peter Käsbauer (1. BC Bischmisheim) Olga Konon (1. BC Bischmisheim)            | Nikolaj Persson (TSV Trittau) Kilasu Ostermeyer (TSV Trittau)                          | Julian Lohau (1. BV Mülheim) Isabel Herttrich (1. BC Bischmisheim)                                | Marvin Seidel (1. BC Bischmisheim) Linda Efler (SC Union 08 Lüdinghausen)           |
| 2019 | Marvin Seidel (1. BC Bischmisheim) Linda Efler (SC Union 08 Lüdinghausen)      | Raphael Beck (TV Refrath) Isabel Herttrich (1. BC Bischmisheim)                        | Oliver Roth (TSV 1906 Freystadt) Lara Käpplein (1. BV Mülheim)                                    | Tobias Wadenka (TSV Neuhausen-Nymphenburg) Annika Horbach (SV Fun-Ball Dortelweil)  |
| 2020 | Jones Ralfy Jansen (1. BC Wipperfeld) Kilasu Ostermeyer (TV Refrath)           | Max Weißkirchen (1. BC Beuel) Fabienne Deprez (FC Langenfeld)                          | Jan Colin Völker (TV Refrath) Linda Efler (SC Union 08 Lüdinghausen)                              | Mark Lamsfuß (1. BC Wipperfeld) Theresa Wurm (SV Fun-Ball Dortelweil)               |
| 2021 | Mark Lamsfuß (1. BC Wipperfeld) Isabel Herttrich (1. BC Bischmisheim)          | Jones Ralfy Jansen (1. BC Wipperfeld) Linda Efler (SC Union 08 Lüdinghausen)           | Max Weißkirchen (SC Union 08 Lüdinghausen) Lara Käpplein (1. BC Beuel)                            | Jonathan Persson (TSV Trittau) Emma Moszczynski (TSV Trittau)                       |
| 2022 | Bjarne Geiss (Blau-Weiss Wittorf) Emma Moszczynski (SV Fun-Ball Dortelweil)    | Jan Colin Völker (TV Refrath) Stine Küspert (1. BC Bischmisheim)                       | Tobias Wadenka (TSV Neuhausen-Nymphenburg) Hannah Pohl (1. BC Beuel)                              | Patrick Scheiel (Blau-Weiss Wittorf) Franziska Volkmann (Blau-Weiss Wittorf)        |
| 2023 | Patrick Scheiel (Blau-Weiss Wittorf) Franziska Volkmann (Blau-Weiss Wittorf)   | Jones Ralfy Jansen (TV Refrath) Linda Efler (1. BC Bischmisheim)                       | Jan Colin Völker (TV Refrath) Stine Küspert (1. BC Bischmisheim)                                  | Jarne Schlevoigt (1. BV Mülheim) Julia Meyer (1. BV Mülheim)                        |
| 2024 | Matthias Kicklitz (Blau-Weiss Wittorf) Yvonne Li (SV Fun-Ball Dortelweil)      | Jan Colin Völker (TV Refrath) Stine Küspert (1. BC Bischmisheim)                       | Kenneth Neumann (1. BC Wipperfeld) Thuc Phuong Nguyen (1. BC Wipperfeld)                          | Patrick Scheiel (Blau-Weiss Wittorf) Franziska Volkmann (Blau-Weiss Wittorf)        |
| 2025 | Jan Colin Völker (TV Refrath) Franziska Volkmann (Blau-Weiss Wittorf)          | Marvin Seidel (1. BC Bischmisheim) Linda Efler (1. BC Bischmisheim)                    | Malik Bourakkadi (TV Refrath) Leona Michalski (TV Refrath)                                        | Jones Ralfy Jansen (1. BC Wipperfeld) Thuc Phuong Nguyen (1. BC Wipperfeld)         |